# Micrempis plaumanni
Micrempis plaumanni är en tvåvingeart som beskrevs av Chillcott 1983. Micrempis plaumanni ingår i släktet Micrempis och familjen puckeldansflugor. Inga underarter finns listade i Catalogue of Life.